# 20 août
Pour les articles homonymes, voir Vingt-Août.
20 juillet 20 septembre
Chronologies thématiques
- Croisades
- Ferroviaires
- Sports
- Disney
- Anarchisme
- Catholicisme

Abréviations / Voir aussi
- (° 1852) = né en 1852
- († 1885) = mort en 1885
- a.s. = calendrier julien
- n.s. = calendrier grégorien
- Calendrier
- Calendrier perpétuel
- Liste de calendriers
- Naissances du jour

Le 20 août ou 20 aout est le 232e jour de l’année du calendrier grégorien, 233e lorsqu'elle est bissextile ; il en reste ensuite 133.
C’était généralement le 3 fructidor du calendrier républicain ou révolutionnaire français, officiellement dénommé jour de la  vesse-de-loup.

## Événements

### VIIesiècle
- 636 : bataille du Yarmouk (guerres arabo-byzantines), victoire des musulmans, qui s’emparent du Levant.

### Xesiècle
- 917 : bataille d’Anchialos (guerre entre l’empire byzantin et le premier empire bulgare).

### XIIesiècle
- 1119 : bataille de Brémule, défaite du roi de France Louis VI le Gros face aux Normands.

### XIIIesiècle
- 1297 : bataille de Furnes, victoire française de Robert II d’Artois face aux troupes flamandes.

### XIVesiècle
- 1391 : Konrad von Wallenrode devient Grand maître de l'ordre Teutonique.

### XVesiècle
- 1432 : encerclés, les Anglais doivent lever le siège mis devant Lagny-sur-Marne.

### XVIIesiècle
- 1648 : bataille de Lens (guerre de Trente Ans), victoire des Français sur les troupes espagnoles du comté de Flandre.
- 1672 : Cornelis de Witt et son frère Johan (dont Spinoza était proche) sont massacrés pendant leur procès pour haute trahison.

### XVIIIesiècle
- 1710 : victoire alliée décisive, à la bataille de Saragosse, pendant la guerre de succession d'Espagne.
- 1794 : victoire américaine décisive, à la bataille de Fallen Timbers, pendant la guerre amérindienne du Nord-Ouest.

### XXesiècle
- 1905 : Sun Yat-sen et Song Jiaoren fondent la société secrète Tongmenghui.
- 1940 : Léon Trotski est mortellement blessé par Ramón Mercader.
- 1950 : victoire de l'O.N.U., à la bataille de Daegu, pendant la guerre de Corée.
- 1953 : déposition du roi Mohammed V du Maroc.
- 1955 : massacres du Constantinois, entre les indépendantistes du F.L.N. algérien, l’armée française, et des civils pieds-noirs armés.
- 1956 : fin du congrès de la Soummam, structurant la révolution algérienne.
- 1960 : indépendance du Sénégal.
- 1968 : l'invasion de la Tchécoslovaquie par le Pacte de Varsovie met fin au printemps de Prague.
- 1970 : la tornade de Sudbury en Ontario.
- 1980 :  résolution no 478, du Conseil de sécurité des Nations unies, sur le statut de Jérusalem, et les territoires occupés par Israël.
- 1988 : fin de la guerre Iran-Irak.
- 1998 : renvoi relatif à la sécession du Québec.

### XXIesiècle
- 2004 : Yeshey Zimba redevient premier ministre du Bhoutan.
- 2007 : explosion du vol 120 China Airlines. 3 blessés, aucun mort.
- 2008 : écrasement au décollage du vol 5022 Spanair. 154 morts, 18 blessés.
- 2017 : l'armée irakienne et les Hachd al-Chaabi lancent la bataille de Tall Afar.
- 2019 : en Italie, le président du Conseil des ministres, Giuseppe Conte, annonce sa démission[2], pour être reconduit à son poste avec une nouvelle majorité parlementaire et gouvernementale.
- 2023 : 
  - en Équateur, l’élection présidentielle se tient onze jours après l'assassinat du candidat anticorruption Fernando Villavicencio[3]. Un référendum écologiste a lieu le même jour[4].
  - au Guatemala, au second tour de l'élection présidentielle, Bernardo Arévalo remporte le scrutin[5].

## Arts, culture et religion
- 1646 : lettre du maréchal Jean de Gassion, ce jour même de son 37e anniversaire de naissance infra, adressée à l'« un des plus beaux esprits et des plus savants hommes que le monde ait jamais vus, l'érudit protestant Claude Saumaise[6],[7]. »
- 1882 : première de l’Ouverture solennelle 1812 par Tchaïkovski.
- 1899 : saccage de l'église Saint-Joseph-des-Nations par des anarchistes, au cours de l'émeute de Fort Chabrol.

## Sciences et techniques
- 1858 : Charles Darwin présente sa théorie de l’évolution par la sélection naturelle, dans The Journal of the Proceedings of the Linnean Society of London.
- 1975 : lancement de la sonde Viking 1.
- 1977 : lancement de la sonde Voyager 2.
- 2018 : la N.A.S.A. confirme la présence de glace d'eau sur la Lune.
- 2023 : la sonde lunaire russe Luna 25 s'écrase sur la Lune neuf jours après son lancement[8].

## Économie et société
- 1920 : fondation de la National Football League.
- 1944 : création de l'A.F.P., avec un statut provisoire d'établissement public.
- 2014 : les glissements de terrain de Hiroshima, au Japon, entraînent la mort d'au moins 70 personnes.
- 2016 : un attentat fait au moins 51 morts à Gaziantep, en Turquie[9].
- 2018 : au Venezuela, le bolivar souverain remplace le bolivar fort, au taux de 1 bolivar souverain pour 100 000 bolivars forts.

## Naissances

### XIesiècle
- 1085 ou 1086 : Boleslas III Bouche-Torse, duc de Pologne († 28 octobre 1138).

### XVIIesiècle
- 1601 : Pierre de Fermat, mathématicien français († 12 janvier 1665).
- 1609 : Jean de Gassion, chef militaire français, maréchal de France († 2 octobre 1647).
- 1625 : Thomas Corneille, écrivain français († 8 décembre 1709).

### XVIIIesiècle
- 1710 : Thomas Simpson, mathématicien britannique († 14 mai 1761).
- 1719 : François Gaston de Lévis, militaire français († 20 novembre 1787).
- 1768 : Pauline de Beaumont, femme de lettres française († 4 novembre 1803).

### XIXesiècle
- 1812 : Bernardo Gaviño, matador espagnol († 11 février 1886).
- 1831 : Eduard Suess, géologue autrichien († 26 avril 1914).
- 1833 : Benjamin Harrison, juriste et homme politique américain, 23e président des États-Unis, ayant exercé de 1889 à 1893 († 13 mars 1901).
- 1860 : Raymond Poincaré, avocat, journaliste et homme politique français, président de la République française, de 1913 à 1920, plusieurs fois ministre, président du Conseil des ministres, académicien de 1909 à 1934 († 15 octobre 1934).
- 1878 : Karl Birnbaum, psychiatre et neurologue allemand († 31 mars 1950).
- 1890 : Howard Philipps Lovecraft, écrivain américain († 15 mars 1937).
- 1894 : Josef Straßberger, haltérophile allemand, champion olympique poids lourd († 4 octobre 1950).
- 1895 : Jean Lumière, chanteur français († 2 avril 1979).

### XXesiècle
- 1901 : Salvatore Quasimodo, écrivain italien, prix Nobel de littérature 1959 († 14 juin 1968).
- 1905 : Jack Teagarden, tromboniste de jazz américain († 15 janvier 1964).
- 1908 : Alfonso Ramon « Al » Lopez, joueur et gérant de baseball américain († 30 octobre 2005).
- 1909 : William Lindsay Gresham, écrivain américain († 14 septembre 1962).
- 1910 : Eero Saarinen, architecte et designer américain († 1er septembre 1961).
- 1916 : Tatevik Sazandarian, chanteuse arménienne († 6 octobre 1999).
- 1918 :
  - Sarbini Sumawinata, économiste indonésien († 13 mars 2007).
  - Jacqueline Susann, romancière américaine († 21 septembre 1974).
- 1920 :
  - Didar Fawzy-Rossano, révolutionnaire égyptienne († 26 mai 2011).
  - François de La Grange, journaliste français († 3 mars 1976).
  - Vincentas Sladkevičius, prélat lituanien († 28 mai 2000).
- 1923 : Jim Reeves, chanteur américain († 31 juillet 1964).
- 1926 : Hocine Aït Ahmed (حسين آيت أحمد), homme politique algérien, président du Front des forces socialistes, de 1963 à 2013 († 23 décembre 2015).
- 1930 : Mario Bernardi, chef d’orchestre, pianiste et organiste canadien († 2 juin 2013).
- 1931 : 
  - Alain Goraguer (Alain Yves Réginald Goraguer dit aussi Paul Vernon ou Milton Lewis), compositeur, arrangeur musical et pianiste français de jazz. († 13 février 2023).
  - Louis Mermaz, homme d'État français, député socialiste de l'Isère, président de l'Assemblée nationale plusieurs fois ministre et sénateur de l’Isère († 15 août 2024).
- 1935 : Ron Paul, médecin et homme politique américain.
- 1936 : Hideki Shirakawa, chimiste japonais, prix Nobel de chimie 2000.
- 1937 : « El Fary » (José Luis Cantero dit), chanteur et acteur espagnol († 19 juin 2007).
- 1938 : Jean-Loup Chrétien, spationaute français.
- 1939 :
  - Anne Gaillard, journaliste française.
  - Enrico Rava, trompettiste de jazz italien.
- 1940 :
  - Jacques Bouveresse, philosophe français († 9 mai 2021).
  - Massimo Gargia, organisateur d’événements italien.
- 1941 :
  - Jacques Cheminade, homme politique français.
  - Fabrice (François Simon-Bessy dit), animateur de radio et de télévision français.
  - Slobodan Milošević (Слободан Милошевић), chef d’État serbe, président de la république de Serbie, de 1989 à 1997, et de la république fédérale de Yougoslavie, de 1997 à 2000 († 11 mars 2006).
- 1942 : 
  - Isaac Hayes, chanteur, compositeur, instrumentiste et producteur américain († 10 août 2008).
  - Bernd Kannenberg, athlète allemand spécialiste de la marche sportive, champion olympique († 13 janvier 2021).
- 1943 : 
  - Alain Libolt, acteur français.
  - Sylvester McCoy, acteur britannique.
- 1944 :
  - Rajiv Gandhi (राजीव गान्धी), chef d’État indien, Premier ministre de 1984 à 1989 († 21 mai 1991).
  - Georges-Hébert Germain, journaliste et écrivain québécois († 13 novembre 2015).
- 1946 :
  - Laurent Fabius, homme politique français, Premier ministre de 1984 à 1986, président du Conseil constitutionnel depuis 2016, plusieurs fois ministre, député et président de l’Assemblée nationale.
  - Ralf Hütter, musicien allemand.
- 1948 :
  - John Noble, acteur australien.
  - Robert Plant, musicien britannique, chanteur du groupe Led Zeppelin.
  - Trinh Xuan Thuan, astrophysicien et écrivain franco-vietnamien.
- 1949 : Philip Parris « Phil » Lynott, musicien britannique, bassiste et chanteur du groupe Thin Lizzy († 4 janvier 1986).
- 1951 :
  - Marcel Dadi, musicien français († 17 juillet 1996).
  - Victorin Lurel, homme politique français.
  - Sam Katz, homme politique canadien d’origine israélienne, maire de Winnipeg de 2004 à 2014.
- 1952 : Doug Fieger, chanteur, instrumentiste et compositeur américain du groupe The Knack († 14 février 2010).
- 1953 : 
  - Peter Horton, acteur américain.
  - Valentin Raychev, lutteur bulgare, champion olympique.
- 1954 : Aldo Giordano, évêque catholique italien, nonce apostolique au Venezuela (en) puis près l'Union européenne († 2 décembre 2021).
- 1956 :
  - Joan Allen, actrice américaine.
  - Roberto Regazzi, luthier italien.
  - Mohamed Mahmoud Mohamed Salah, juriste mauritanien.
- 1959 : 
  - Renaud Marx : acteur et doubleur vocal français.
  - Patrick Lo Giudice, artiste suisse.
- 1960 : 
  - Dom DufF (Dominique Le Duff dit), chanteur breton.
  - Mark Langston, joueur de baseball américain.
- 1962 : James Marsters, acteur et chanteur américain.
- 1965 : Ali Dia, footballeur et imposteur sénégalais.
- 1966 :
  - Dimebag Darrell (Darrell Lance Abbott dit), musicien américain, guitariste des groupes Pantera et Damageplan († 8 décembre 2004).
  - Steven Finn, joueur de hockey sur glace québécois.
- 1968 : Abdelatif Benazzi, joueur de rugby à XV français.
- 1970 : John Carmack, informaticien américain.
- 1971 : Ke Huy Quan (Quan Kế Huy), acteur américain.
- 1972 : Derrick Alston, basketteur américain.
- 1973 : Todd Helton, joueur de baseball américain.
- 1974 :
  - Amy Adams, actrice américaine.
  - Misha Collins, acteur américain.
  - Maxime Venguerov (Максим Александрович Венгеров), violoniste russe.
- 1975 : José Tomás, matador espagnol.
- 1976 :
  - Anaïs (Anaïs Croze dite), chanteuse française.
  - Chris Drury, joueur de hockey sur glace américain.
- 1978 : Sitapha Savané, basketteur sénégalais.
- 1979 : Jamie Cullum, chanteur et pianiste britannique.
- 1980 : 
  - Salaheddine Benchikhi, blogueur et présentateur néerlando-marocain.
  - Bassem Braïki, blogueur et polémiste français.
  - Mayra Veronica, chanteuse cubaine.
- 1981 :
  - Ben Barnes (Benjamin Thomas « Ben » Barnes dit), acteur britannique.
  - Patxi Garat, chanteur français.
- 1983 : Andrew Garfield, acteur américano-britannique.
- 1992 : 
  - Demi Lovato (Demetria « Demi » Devonne Lovato dite), actrice et chanteuse américaine.
  - Mai Shiraishi (白石 麻衣), chanteuse et actrice japonaise.
- 1996 : Angelo Fulgini, footballeur français.
- 1999 : Upasana Singh, joueuse indienne de hockey sur gazon.
- 2000 :
  - Pau Miquel, coureur cycliste espagnol.
  - Fátima Ptacek, actrice, mannequin et militante des droits de l'Homme américaine.
  - Cháris Tsingáras, footballeur grec.

### XXIesiècle
- 2001 : Boubacar Traoré, footballeur malien.
- 2002 : 
  - Tobias Lund Andresen, coureur cycliste danois.
  - Léo Barré, joueur de rugby à XV français.
- 2003 : 
  - Gabriel de Belgique, prince de Belgique.
  - Andre Brooks, footballeur anglais.
  - Théo Pourchaire, pilote automobile français.
- 2004 : 
  - Víctor Barberà, footballeur espagnol.
  - Santiago Silva, footballeur uruguayen.

## Décès

### VIIesiècle
- 684 : Philibert de Tournus, religieux français, saint de l’Église catholique (° vers 617 ou 618).

### Xesiècle
- 985 : Jean XIV (Pietro Canepanova dit), 136e pape en fonction de 983 à 984 (° inconnue).

### XIIesiècle
- 1153 : Bernard de Clairvaux, moine et réformateur français (° 1090).

### XIIIesiècle
- 1260 : Jaromar II, prince de Rügen (° vers 1218).

### XVesiècle
- 1484 : Ippolita Maria Sforza, duchesse de Calabre (° 18 avril 1446).

### XVIIesiècle
- 1648 : Pierre Ogier de Cavoye, grand prévôt de Guyenne, et enseigne au régiment des Gardes, mort à la bataille de Lens (° 1628).
- 1672 : 
  - Cornelis de Witt, homme d’État néerlandais (° 15 juin 1623), massacré avec :
  - Johan de Witt, son frère, seigneur de Zuid- en Noord-Linschoten, Snelrewaard, Hekendorp et IJsselvere, grand-pensionnaire de Hollande (Provinces-Unies) de 1653 à 1672 (° 24 septembre 1625).

### XVIIIesiècle
- 1720 : Louis de Balzac Illiers d'Entragues, prélat catholique français (° 1664).

### XIXesiècle
- 1823 : Pie VII (Barnaba Niccolò Maria Luigi Chiaramonti dit), 251e pape en fonction de 1800 à 1823 (° 14 août 1742).
- 1825 : Juan Martín Díez, général espagnol (° 5 septembre 1775).
- 1854 : Friedrich Wilhelm Joseph von Schelling, philosophe allemand (° 27 janvier 1775).
- 1881 : Daniel Coleman DeJarnette Sr., représentant de la Virginie au Congrès des états confédérés (° 18 octobre 1822).
- 1886 :
  - Ralph Neville-Grenville, homme politique britannique (° 27 février 1817).
  - Charles Savy, archéologue français (° 9 juin 1816).
  - Ann S. Stephens, écrivaine américaine (° 30 mars 1810).
- 1887 : Jules Laforgue, poète français (° 16 août 1860).

### XXesiècle
- 1912 : William Booth, religieux britannique (° 10 avril 1829).
- 1914 : Pie X (Giuseppe Melchiorre Sarto dit), 257e pape en fonction de 1903 à 1914 et saint de l’Église catholique (° 2 juin 1835).
- 1915 : Paul Ehrlich, médecin allemand, prix Nobel de physiologie ou médecine 1908 (° 14 mars 1854).
- 1917 : Adolf von Baeyer, chimiste allemand, prix Nobel de chimie 1905 (° 31 octobre 1835).
- 1925 : Liao Zhongkai, chef politique du Kuomintang et financier chinois (° 23 avril 1877).
- 1944 : Raymond Aimos, acteur français (° 28 mars 1891).
- 1955 : Marie Chaix, femme politique française (° 22 février 1886).
- 1961 : Percy Williams Bridgman, physicien américain, prix Nobel de physique 1946 (° 21 avril 1882).
- 1979 : Christian Dotremont, peintre et poète belge (° 12 décembre 1922).
- 1980 : Joe Dassin (Joseph Ira Dassin dit), chanteur franco-américain (° 5 novembre 1938).
- 1982 : Ulla Jacobsson, actrice suédoise (° 23 mai 1929).
- 1988 : Jean-Paul Aron, écrivain, épistémologue et historien français (° 27 mai 1925).
- 1989 : George Adamson, zoologiste britannique (° 3 février 1906).
- 1990 : Maurice Gendron, violoncelliste français (° 26 décembre 1920).
- 1995 : Hugo Pratt, auteur de bandes dessinées italien (° 15 juin 1927).
- 1996 : 
  - Yvette Brillon, modiste et chapelière canadienne (° 10 janvier 1907).
  - André-Georges Haudricourt, linguiste, botaniste, géographe et ethnologue français (° 17 janvier 1911).
  - Rio Reiser, chanteur allemand (° 9 janvier 1950).
  - Beverley Whitfield, nageuse australienne (° 15 janvier 1954).
- 1997 : 
  - Norris Bradbury, physicien américain (° 30 mai 1909).
  - Léon Dion, politologue canadien (° 9 octobre 1922).
  - Martial Gergotich, footballeur puis entraîneur français (° 22 septembre 1919).
  - William Humphrey, romancier américain (° 18 juin 1924).
  - Dionys Mascolo, résistant et militant politique français (° 11 février 1916).
  - Serge Peretti, danseur français (° 28 janvier 1905).
- 1998 : 
  - Nicola Riezzo, archevêque italien (° 11 décembre 1904).
  - Haydée Tamzali, actrice tunisienne (° 23 août 1906).
- 1999 : Josane Sigart, joueuse de tennis belge (° 7 janvier 1909).
- 2000 : Henri Theil, professeur en économétrie néerlandais (° 13 octobre 1924).

### XXIesiècle
- 2001 : 
  - Charles Ausset, cycliste sur route français (° 28 septembre 1932).
  - Fred Hoyle, cosmologiste britannique (° 24 juin 1915).
  - Walter Reed, acteur américain (° 10 février 1916).
  - Kim Stanley, actrice américaine (° 11 février 1925).
- 2003 : 
  - Nermin Neftçi, femme politique turque, première femme vice-présidente de la Grande Assemblée nationale de Turquie (° 1924).
  - Andrew Ray, acteur britannique (° 31 mai 1939).
- 2004 : 
  - María Antonieta Pons, actrice mexicaine (° 11 juillet 1922 ou 6 novembre 1922).
  - Leslie Shepard, archiviste britannique (° 21 juin 1917).
- 2005 : Thomas Herrion, joueur américain de football américain (° 15 décembre 1981).
- 2006 : 
  - Claude Blanchard, comédien canadien (° 19 mai 1932).
  - Renate Brausewetter, actrice allemande (° 1er octobre 1905).
  - Oscar Míguez, footballeur uruguayen (° 5 décembre 1927).
  - Jacob Mincer, économiste américano-polonais (° 15 juillet 1922).
  - Giuseppe Moccia, réalisateur et scénariste italien (° 22 juin 1933).
  - Joe Rosenthal, photographe américain (° 9 octobre 1911).
  - Gérard Saclier de La Bâtie, généalogiste et militant royaliste français (° 2 février 1925).
- 2007 : 
  - Leona Helmsley, femme d'affaires américaine (° 4 juillet 1920).
  - Roch La Salle, homme politique québécois (° 6 août 1929).
- 2008 : 
  - Pierre-André Boutang, réalisateur et producteur de télévision français (° 25 mars 1937).
  - Hua Guofeng / 华国锋 (Su Zhu / 苏铸 dit), homme politique chinois, Premier ministre de la république populaire de Chine de 1976 à 1980, président du Parti communiste chinois de 1976 à 1981 et successeur de Mao Zedong à ces postes (° 16 février 1921).
  - Larry Hennessy, basketteur américain (° 20 mai 1929).
  - Gene Upshaw (Eugene Thurman Upshaw Jr. dit), joueur américain de football américain (° 15 août 1945).
- 2009 : 
  - Semion Farada, acteur et réalisateur russe (° 31 décembre 1933).
  - Larry Knechtel (Lawrence William « Larry » Knechtel dit), musicien américain du groupe Bread (° 4 août 1940).
  - Doudou Topaz, animateur de télévision israélien (° 20 septembre 1946).
- 2010 : Samuel Gaumain, prélat catholique français (° 4 janvier 1915).
- 2011 : Reza Badiyi, réalisateur irano-américain  (° 17 avril 1930).
- 2012 :
  - Phyllis Diller, humoriste américaine (° 17 juillet 1917).
  - Dom Mintoff, homme politique maltais (° 6 août 1916).
  - Meles Zenawi, homme politique éthiopien (° 8 mai 1955).
- 2013 :
  - Elmore Leonard, romancier et scénariste américain (° 11 octobre 1925).
  - Marian McPartland, pianiste, compositrice et écrivaine britanno-américaine (° 21 mars 1918).
  - Ted Post, acteur, réalisateur et scénariste américain (° 31 mars 1918).
  - Costică Ștefănescu, footballeur puis entraîneur roumain (° 26 mars 1951).
- 2014 : 
  - Maurice Cordier, prêtre catholique et résistant français (° 13 septembre 1920).
  - Oleh Mikhniouk, militaire ukrainien (° 27 octobre 1965).
- 2017 : Jerry Lewis, acteur, humoriste, réalisateur et producteur américain (° 16 mars 1926).
- 2018 : 
  - Jacques Abouchar, grand reporter et journaliste français de télévision sur "Antenne 2", otage en Afghanistan quelques jours de 1984 (° 1er février 1931).
  - Uri Avnery (אורי אבנרי), journaliste et militant pacifiste israélien (° 10 septembre 1923).
- 2021 : Ian Carey, Larry Harlow, Peter Ind, Gaia Servadio.
- 2022 : Daria Douguina, Jacques Mahéas, Patrick Nordmann, Bram Peper, Leon Vitali.
- 2023 : 
  - Wahid Bouzidi, acteur et humoriste français (° 9 juillet 1978).
  - Jean Canavaggio, biographe et professeur émérite de littérature espagnole (° 23 juillet 1936).
- 2024 :
  - Al Attles, basketteur puis entraîneur américain (° 7 novembre 1936).
  - Jean-Claude Bardet, homme politique français (° 22 février 1941).
  - Benoîte Crevoisier, écrivaine suisse (° 14 mars 1928).
  - Humberto Maschio, footballeur puis entraîneur argentin (° 20 février 1933).
  - Zenbē Mizoguchi, homme politique japonais (° 20 janvier 1946).
  - Mary Sey, juge gambienne (° 21 mars 1952).
  - Atsuko Tanaka, seiyū et actrice japonaise (° 14 novembre 1962).
  - Ratomir Tvrdić, basketteur yougoslave puis croate (° 14 septembre 1943).
- 2025 :
  - Gérard Chaliand, géostratège et homme de lettres français (° 15 février 1934).
  - Levan Gatchetchiladze, homme politique et d'affaires soviétique puis géorgien (° 20 juillet 1964).
  - Francesco Musotto, homme politique italien (° 1er février 1947).

## Célébrations

### Internationale
- Journée mondiale des moustiques[10].

### Nationales
- Estonie : fête de la restauration de l’indépendance célébrant la sécession d’avec l’Union des républiques socialistes soviétiques en 1991.
- Hongrie : fête de la Constitution[11] et de saint Étienne Ier de Hongrie décédé en 1038 (voir 15 août, 16 août, 26 décembre, 15 mars).
- Maroc : thawrat al malik wa shâab / « révolution du roi et du peuple »[12].
- Pérou : día / « fête de(l) Callao »[13].
- Principauté dite de Seborga (Ligurie, en Italie) : fête nationale de la principauté autoproclamée de ladite Seborga par certains de ses adeptes.

### Religieuse
- Christianisme : station dans le village de Masephtha pour mémoire du prophète Samuel ci-après dans le lectionnaire de Jérusalem, avec lecture de I Rg. / Rois 2, 11(- 3, 21) ; I Rg. 7, 3(-13) ; Héb. 11, 32(-40) ; Mt. 5, 17(-24).

### Saints des Églises chrétiennes

#### Saints des Églises catholiques et orthodoxes
Références en fin d'article, :
- Amadour du Quercy - ou « Amadou(r) », Aimador, Amador, Amateur (Ier siècle), religieux gallo-romain occitan, ermite du diocèse de Cahors à l'origine du sanctuaire de Rocamadour, surtout célébré les 20 août davantage que les 9 août des Amour et variantes.
- Burchard de Lobbes († 1026), Abbé et évêque.
- Christophe de Cordoue (mais 21 août pour Christophe de Lycie).
- Dausa († 362), Martyr en Perse.
- Hadouin († 654), évêque du Mans.
- Héliodore de Perse († 362), Martyr en Perse.
- Léovigild et Christophe († 852), Moines et martyrs.
- Mesme, (Ve siècle) Abbé à Chinon.
- Oswin († 651), Roi de Deira, Northumbrie
- Philibert de Tournus († 684), abbé de Jumièges, puis de Noirmoutier.
- Samuel (שְׁמוּאֶל / Šəmūʼēl qui signifie en hébreu "Yahweh / -El a entendu", Σαμουήλ / Samouél en grec, Samvel en latin, صموئيل / Ṣamūʾīl en arabe, etc. ; ° -931 - † 877 av. J.-C.), prophète voire juge hébraïque / chef guerrier (de l' Ancien testament chrétien) biblique, désignateur des deux premiers rois d'Israël Saül puis David un fils de Jessé (cf. les deux Livres de Samuel), auteur du livre biblique des "Juges" voire d'une partie de l'un de ceux ou des deux précédents qui portent son nom, selon la tradition judéo-chrétienne voire coranique.
- Samuel d'Edesse († v. 496), apologète chrétien.

#### Saints et bienheureux des Églises catholiques
Références plus bas :
- Bernard de Clairvaux († 1153), abbé et docteur de l’Église.
- Georg Häfner († 1942), prêtre allemand du Tiers-Ordre carmélite, déporté à Dachau et mort de faim et de mauvais traitements.
- Gobert d'Aspremont († 1263).
- Ladislas Maczkowski († 1942) Bienheureux, prêtre polonais de l'archidiocèse de Gniezno mort à Dachau.
- Louis-François Le Brun et Gervais Brunel (+ 1794) Bienheureux prêtres et martyrs à Rochefort
- Marie de Mattias († 1866), religieuse italienne et fondatrice d'ordre.
- Matthias Cardona et Marie Clément Mateu († 1936), martyrs de la guerre civile espagnole.
- Ronald († 1158) Martyr des Orcades.
- Teofilius Matulionis († 1962) Archevêque lituanien, bienheureux et martyr.

#### Saints orthodoxes
Outre les saints œcuméniques voire pré-schismatiques ci-avant, aux dates parfois "juliennes" / orientales ...
- Théocharis de Néapolis († 1740) Martyr.

### Prénoms du jour
Bonne fête aux Bernard et ses variantes ou dérivés, 
- aux masculins : Bernardin, Bernardino (fête à part), Bernardo, Bernhardt, Bernie (voir Barnard et variantes les 23 janvier) ;
- et aux féminins : Bernadette, Bernadina, Bernadine, Bernarde, Bernardette, Bernardina, Bernardine (les Nadette ou Nadine et variantes à part).

Et aussi aux :
- Amadour et ses variantes : Amador, Amadore, Amateur, etc. (voire 17 août ; 9 août pour les Amour et variantes).
- Gobert et ses variantes voire dérivé : Goberta, Goberte, Gobertie, etc.
- Philibert et son féminin Philiberte.
- Samuel,
  - ses variantes ou dérivés masculins autres que les antiques et sémitiques précédents : Sam, Sami, Sammy et Samy (et non pas Samson les 28 juillet) ;
  - et féminins : Samuela, Samuèle, Samuella et Samuelle.

## Traditions et superstitions

### Dictons
- « À la saint-Bernard, pour moissonner il est bien tard[réf. nécessaire] » (comme pour aoûter, d'ailleurs, une fois le 15 août passé).
- « Jeunes ou vieux renards ne quittent plus le bois à la saint-Bernard. »[16]
- « Pluie de la saint-Bernard fait déborder la mare.[réf. nécessaire] »
- « Quand arrive la saint-Bernard, si tu n’es pas en retard, ton blé n’est plus sous le hangar, et le moissonneur a sa part. »[17]
- « Saint Bernard fait mûrir les grains en retard. »[16]
- « S'il pleut à la saint-Bernard, tu peux dire adieu à ton vin.[réf. nécessaire] »
- « Temps de la saint-Bernard, chaleur et soleil riant. »[18]

### Astrologie
- Signe du zodiaque : vingt-neuvième jour du lion.

## Toponymie
- Plusieurs voies, places, sites ou édifices de pays ou provinces francophones contiennent la date du jour dans leur nom sous diverses graphies possibles : voir Vingt-Août.